# Bubon (Mythologie)
Bubon (altgriechisch Βουβών Boubṓn) ist eine Gestalt der griechischen Mythologie.
Laut Stephanos von Byzanz war Bubon ein Räuber und Oikistes, der die lykische Stadt Bubon gegründet haben soll und ein Freund des Räubers Balburos war.

## Quelle
- Stephanos von Byzanz s. v. Βουβών.